# Dark Side of Daedalus Con
Die Dark Side of Daedalus Con ist eine Convention von Fans für Fans, die einmal jährlich stattfindet. Während sie 2008 und 2009 noch an einem Wochenende im Mai bzw. September stattfand, findet sie nun Anfang November statt. Sie ist inzwischen nicht nur deutschlandweit, sondern auch international bekannt. Unter anderem kommen Gäste aus Belgien, Frankreich, den Niederlanden, England, den USA und aus Australien.
Themenschwerpunkte sind Science-Fiction, Fantasy, LARP und Rollenspiel.
Die Dark Side of Daedalus Con unterscheidet sich von anderen Cons durch das Konzept „Weniger Stars, mehr Fangruppen und Fans im Programm“. Neben den Programmpunkten der Stars bestimmen verschiedenste Aufführungen einzelner Fangruppen und Vereine das Programm maßgeblich mit.
Einige der Fangruppen, die weltweit zusammen über 10000 Mitglieder haben, sind in der Gründungsgeschichte eng mit dieser Convention verbunden. Meistens waren es die deutschen Abteilungen, die auf dieser Veranstaltung gegründet wurden oder ihren ersten Auftritt haben. Die Dark Side of Daedalus Con ist eine Fortsetzung der bereits vorher existierenden Dark Side Convention. Der neue Name sollte darauf hinweisen, dass alle Arten der Science Fiction auf der Con willkommen und repräsentiert sind.

## Programm
Zu den Programmpunkten zählen unter anderem
- Autogrammstunden,
- Rollen-, Brett- und Kartenspielbereich,
- Photoshootings mit den Stars,
- Autorenlesungen,
- Workshops,
- Kunst- und Modellbauausstellungen,
- Konzerte,
- Fanfilme,
- Fanaufführungen,
- Frage & Antwortstunden,
- Ausstellungen von originalen Filmrequisiten,
- Kostümwettbewerbe
- und vieles mehr.

Des Weiteren bieten einige Händler ein umfangreiches Angebot aus den Bereichen Science Fiction und Fantasy.

## Geschichte und Ehrengäste
Die Dark Side of Daedalus Con entstand aus der Dark Side Con, welche den Themenschwerpunkt hauptsächlich auf Star Wars gelegt hatte. Im Jahre 2008 fand dann die erste Daedalus Con statt, welche nun die Dark Side Con beinhaltete. Themenschwerpunkt der Dark Side Con war weiterhin Star Wars, während mit der Daedalus Con Star Trek und Stargate hinzu kamen. Aber auch Fans und Fangruppen aus anderen Bereichen der Science-Fiction (z. B. Battlestar Galactica) und Fantasy (z. B. Conan) fanden sich ein. Hinzuzufügen ist noch, dass viele der Fans sich auch nicht nur für einen Bereich der Science-Fiction interessieren. So kann es z. B. sein, dass ein Star-Trek-Fan auch gleichzeitig ein Stargate-Fan ist und u. U. Fangruppen beider Bereiche angehört. Ebenso können sich Sci-Fi-Fans durchaus auch für Fantasy interessieren und haben entsprechende Kostüme parat, so dass sie z. B. an einem Tag der Con als Wraith, am nächsten Tag als Drow verkleidet sind oder die Verkleidung am gleichen Tag wechselt, z. B. morgens als Stargate-Offizier, abends als Klingone. Durch dieses Phänomen beinhaltet die Con heute ein breites Spektrum aus Sci-Fi und Fantasy. An mindestens einem Tag der Con findet ein Stargate-LARP statt und auch Rollenspieler, die lieber die Würfel auspacken und sich dem Pen&Paper widmen sind jederzeit willkommen.
Den Namen Dark Side of Daedalus trägt die Con seit 2010, wobei in einigen Jahren Namenszusätze hinzu kamen, außerdem werden jedes Jahr einige Ehrengäste zur Veranstaltung eingeladen.
Neben den jährlich anwesenden Ehrengästen (dem Komiker Freddy Bee, dem klingonischen Nikolaus Klingolaus und dem SciFi-Reporter Robert Vogel) sind folgende Bekanntheiten Gäste auf der Con gewesen:
| Termin            | Name                                 | Ort                                 | Ehrengäste                                          |
| ----------------- | ------------------------------------ | ----------------------------------- | --------------------------------------------------- |
| 30.05.–01.06.2008 | Daedalus Con                         | Erich-Brühmann-Haus, Bochum-Werne   | Barrie Holland, Derek Lyons                         |
| 18.–20.09.2009    | Daedalus Con: Die Rückkehr der Socke | Erich-Brühmann-Haus, Bochum-Werne   | Alan Flyng, Derek Lyons                             |
| 05.–07.11.2010    | Dark Side of Daedalus                | Erich-Brühmann-Haus, Bochum-Werne   | Alan Flyng, Janet und Larry Nemecek                 |
| 04.–06.11.2011    | Dark Side of Daedalus: Reloaded      | Erich-Brühmann-Haus, Bochum-Werne   | Alan Flyng, Pam Rose, Trevor Butterfield, Peter Roy |
| 02.–04.11.2012    | Dark Side of Starship Daedalus       | Erich-Brühmann-Haus, Bochum-Werne   | Andrew Herd, John Chapman                           |
| 08.–10.11.2013    | Dark Side of Daedalus VI             | Fritz-Husemann-Haus, Recklinghausen | Paul Markham, Ken Coombs, Ann-Kathrin Karschnick    |
| 08.–09.11.2014    | Dark Side of Daedalus 2014           | Bürgerhaus-Süd, Recklinghausen      | Bill Blair                                          |